# Hinsdale (Massachusetts)
Hinsdale es un pueblo ubicado en el condado de Berkshire en el estado estadounidense de Massachusetts. En el Censo de 2010 tenía una población de 2.032 habitantes y una densidad poblacional de 36,16 personas por km².

## Geografía
Hinsdale se encuentra ubicado en las coordenadas 42°26′9″N 73°6′46″O / 42.43583, -73.11278. Según la Oficina del Censo de los Estados Unidos, Hinsdale tiene una superficie total de 56.2 km², de la cual 53.7 km² corresponden a tierra firme y (4.45%) 2.5 km² es agua.

## Demografía
Según el censo de 2010, había 2.032 personas residiendo en Hinsdale. La densidad de población era de 36,16 hab./km². De los 2.032 habitantes, Hinsdale estaba compuesto por el 97.79% blancos, el 0.39% eran afroamericanos, el 0.2% eran amerindios, el 0.34% eran asiáticos, el 0% eran isleños del Pacífico, el 0.2% eran de otras razas y el 1.08% pertenecían a dos o más razas. Del total de la población el 0.89% eran hispanos o latinos de cualquier raza.